# Zoot Allures
Zoot Allures je studiové album amerického kytaristy a zpěváka Franka Zappy, vydané v roce 1976 u Warner Bros. Records. Jedná se o jediné album, které Zappa u tohoto vydavatelství vydal. Ve skladbě „Find Her Finer“ hraje na harmoniku Captain Beefheart.

## Seznam skladeb
Všechny skladby napsal Frank Zappa, pokud není uvedeno jinak.
| Strana 1 | Strana 1                         | Strana 1 | Strana 1 |
| Pořadí   | Název                            | Autor    | Délka    |
| -------- | -------------------------------- | -------- | -------- |
| 1.       | Wind Up Workin' in a Gas Station |          | 2:29     |
| 2.       | "Black Napkins                   |          | 4:15     |
| 3.       | The Torture Never Stops          |          | 9:45     |
| 4.       | Ms. Pinky                        |          | 3:40     |

| Strana 2 | Strana 2               | Strana 2       | Strana 2 |
| Pořadí   | Název                  | Autor          | Délka    |
| -------- | ---------------------- | -------------- | -------- |
| 1.       | Find Her Finer         |                | 4:07     |
| 2.       | Friendly Little Finger |                | 4:17     |
| 3.       | Wonderful Wino         | Simmons, Zappa | 3:38     |
| 4.       | Zoot Allures           |                | 4:12     |
| 5.       | Disco Boy              |                | 5:11     |

## Sestava
- Frank Zappa – kytara, syntezátor, baskytara, klávesy, zpěv
- Terry Bozzio – bicí, doprovodný zpěv
- Davey Moiré – zpěv, doprovodný zpěv
- Andre Lewis – varhany, zpěv, doprovodný zpěv
- Roy Estrada – baskytara, zpěv, doprovodný zpěv
- Napoleon Murphy Brock – saxofon, zpěv
- Ruth Underwood – syntezátor, marimba
- Captain Beefheart – harmonika
- Ruben Ladron de Guevara – doprovodný zpěv
- Dave Parlato – baskytara
- Lu Ann Neil – harfa
- Sparky Parker – doprovodný zpěv